# Nagy kakukkgalamb
A nagy kakukkgalamb (Reinwardtoena reinwardtii) a madarak osztályának galambalakúak (Columbiformes) rendjéhez és a galambfélék (Columbidae) családjához tartozó faj.
Egyes rendszerbesorolások Reinwardtoena reinwardtsi néven is jegyzik.

## Előfordulása
Indonéziában, Új-Guineán és a Maluku-szigeteken honos. Trópusi esőerdők lakója. Nevét kakukkhoz hasonlító hangja után kapta.

## Alfajai
- Reinwardtoena reinwardtii reinwardtii
- Reinwardtoena reinwardtii brevis
- Reinwardtoena reinwardtii griseotincta

## Megjelenése
Testhossza 50 centiméter. Feje és nyaka kékesszürke, tollazata barna színű.

## Életmódja
Lekerekített szárnyaival és hosszú, széles farkával jól manőverezik a lombok között. Lombkoronában vagy a talajon keresgéli gyümölcsökből álló táplálékát.

## Szaporodása
Fákra vagy bokrokra rakja gyökerekből, mohából és gallyakból álló fészkét.